# Aulonothroscus proprius
Aulonothroscus proprius là một loài bọ cánh cứng trong họ Throscidae. Loài này được Bonvouloir miêu tả khoa học năm 1861.